# 帕特莫斯岛
帕特莫斯岛（希臘語：Πάτμος），又译拔摩，天主教思高本中文圣经译为帕特摩，為爱琴海的一個希腊小岛，位於伊卡里亚岛東南方。此島是佐澤卡尼索斯群島最北的岛屿之一，島上人口為2,984人。行政上该岛隶属于南愛琴大區卡利姆诺斯专区的帕特莫斯市镇，该市镇还管辖附近几个岛屿，當中包括近海一些无人居住的小岛。市镇總人口則為3,283人（2021年）。市镇的行政中心为霍拉（Chorá），唯一的商业港口是斯卡拉（Skala）。
新约《启示录》的作者使徒约翰就在此岛居住并在岛上看到异象，因此，帕特莫斯岛闻名基督教世界，成为基督徒的朝圣之地。参观者可以看到约翰得到啟示的洞（启示录洞）和岛上一些为纪念使徒約翰而建的修院。帕特莫斯岛上的教堂和社区的都是有东正教的传统。在1999年，联合国教科文组织宣布“帕特莫斯岛上的带神学家圣若望修道院和启示录洞的历史中心（霍拉）”为世界遗产。帕特莫斯也成为希腊一个著名神学学派──帕特缅学派之乡。

## 图集

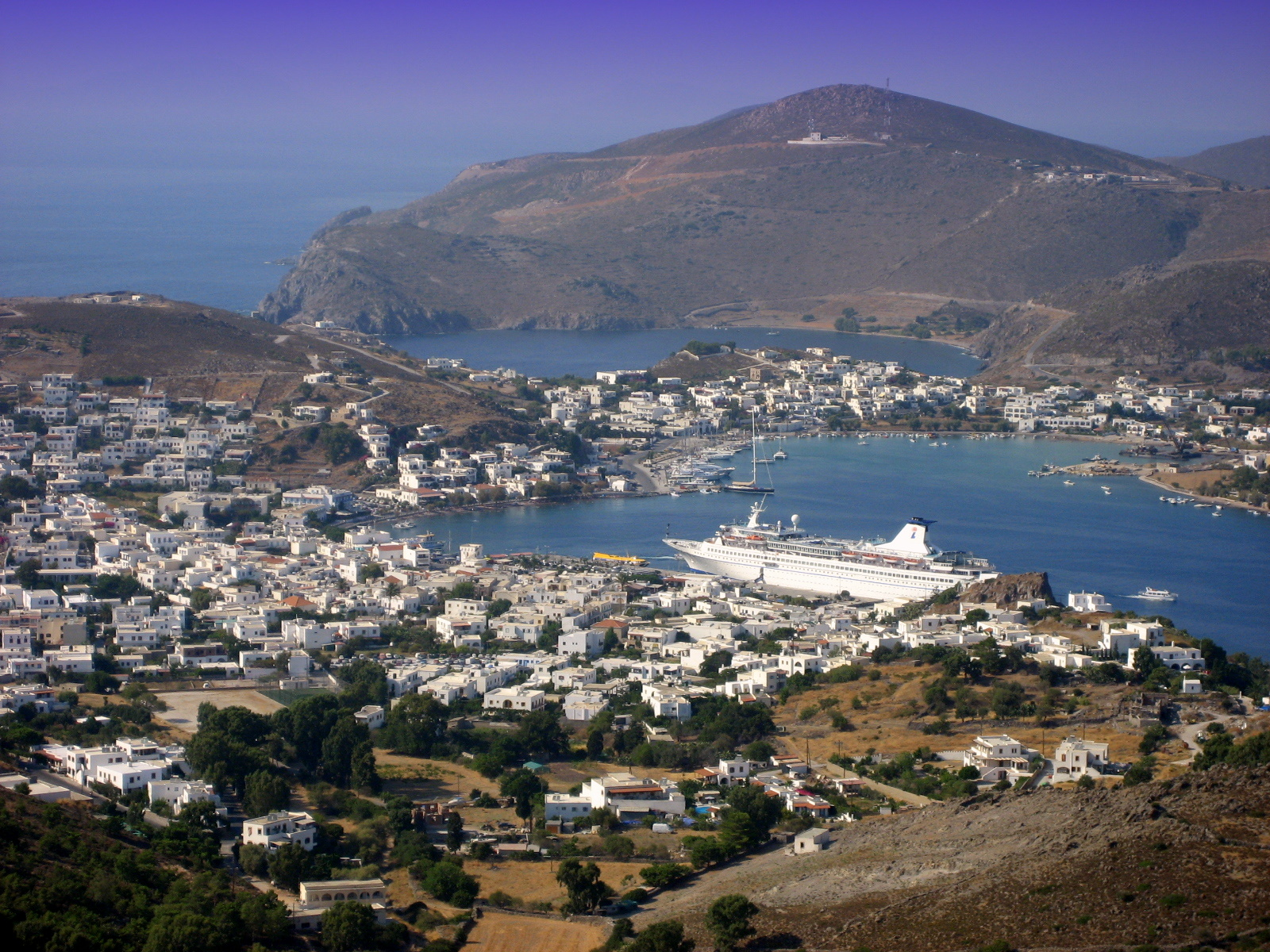
斯卡拉港
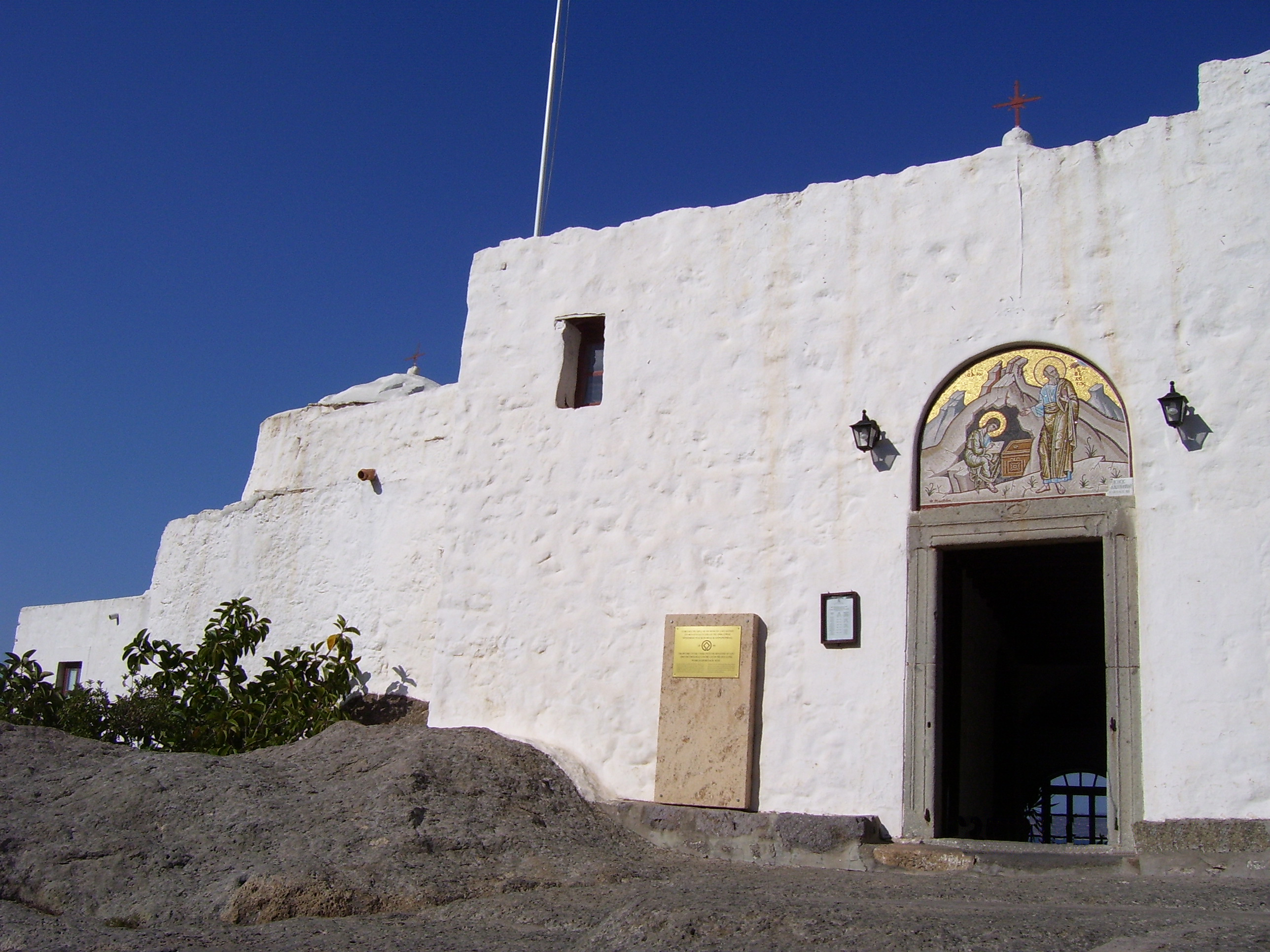
启示录洞的入口
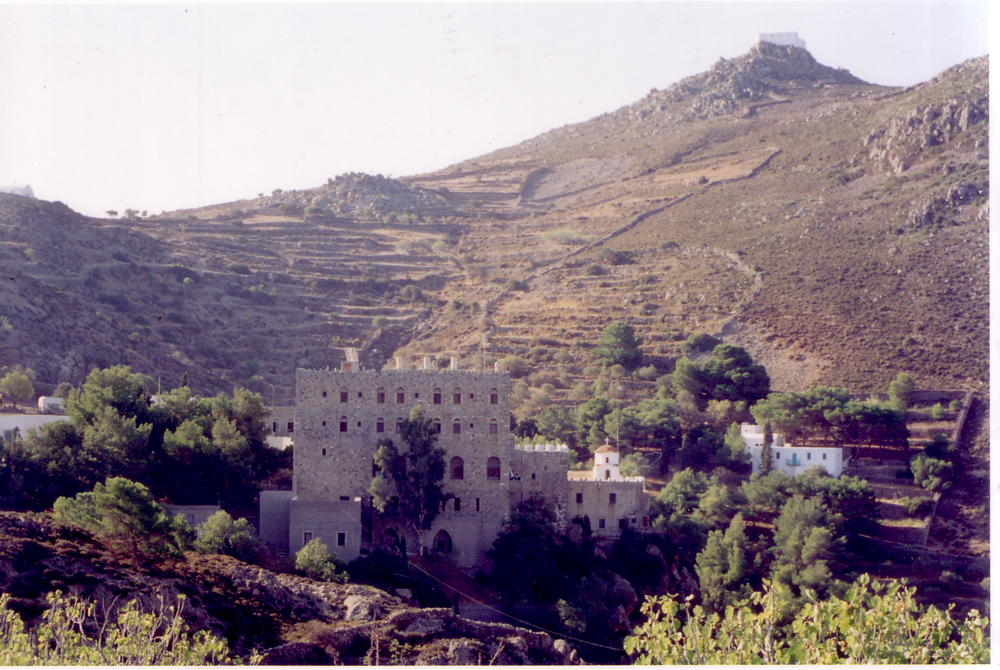
島上景色